# توحيد ألمانيا (1871)

خريطة سياسية لأوروبا الوسطى توضح المناطق الستة والعشرين التي أصبحت جزءا من الإمبراطورية الألمانية المتحدة في 1891. تتركز ألمانيا في الشمال الشرقي، تسيطر على الصورة من حيث الحجم وتحتل حوالي 40 ٪ من الإمبراطورية الجديدة.

حركة توحيد ألمانيا هي عملية اتحاد مجموعة من الولايات في إطار دولة قومية تمت رسميا في 18 يناير 1871 في قاعة المرايا بقصر فيرساي في فرنسا بدفع من رئيس الوزراء الألماني آنذاك أوتو فون بسمارك.توافد أمراء الولايات الألمانية على القصر ليعلنوا فيلهلم الأول ملك بروسيا إمبراطور الإمبراطورية الألمانية بعد استسلام فرنسا في الحرب الفرنسية البروسية. يمثل توحيد ألمانيا في 1871 لحظة واحدة فقط في عمليات التوحيد التي شهدتها الولايات الألمانية فيما بينها والتي دامت أكثر من قرن قبل الإعلان الرسمي في 1871 بسبب الفوارق الدينية واللغوية والثقافية بين سكان البلاد الفدرالية الجديدة.
انتهت الإمبراطورية الرومانية المقدسة للأمة الجرمانية من الوجود حينما تنازل الإمبراطور فرانسيس الثاني عن العرش (6 أغسطس 1806) خلال الحروب النابوليونية. على الرغم من التشتت القانوني والإداري والسياسي الذي عقب نهاية الإمبراطورية، تشارك سكان المناطق الناطقة باللغة الألمانية من الإمبراطورية القديمة في تقاليد لغوية وثقافية وقانونية ازدادت خلال خبرتهم المشتركة في حروب الثورة الفرنسية والحروب النابوليونية. وفرت الليبرالية الأوروبية أساسا فكريا للتوحيد عبر تحدي الأنظمة السلالية والمطلقة للتنظيم الاجتماعي والسياسي وركز فرعها الألماني على أهمية التقاليد والتربية والوحدة اللغوية بين سكان منطقة جغرافية. أما اقتصاديا، أدى الزولفيرين البروسي (الاتحاد الجمركي الألماني) في 1818 وتوسعه اللاحق ليشمل ولايات أخرى من الاتحاد الألماني إلى تقليص التنافس بين داخل هذه الولايات. سهلت أنظمة النقل الناشئة ممارسة الأعمال التجارية والسفر الترفيهي وقادت إلى تحقيق التواصل -وفي بعض الأحيان النزاع- بين الناطقين بالألمانية في جميع أنحاء أوروبا الوسطى.
قوّى نموذج مناطق النفوذ الدبلوماسية الناتج عن مؤتمر فيينا في 1814-1815 عقب الحروب النابوليونية شوكة الإمبراطورية النمساوية وسيطرتها على أوروبا الوسطى. لكن المفاوضات التي جرت في فيينا لم تأخذ في الحسبان القوة النامية بين الولايات الألمانية التي هي بروسيا وفشلت في التوقع بتحدي بروسيا للنمسا في زعامة الولايات الألمانية. فقدمت هذه الازدواجية الألمانية حلين لمشكلة التوحيد الألمانية: Kleindeutsche Lösung (حل ألمانيا الصغرى بدون النمسا) أو Großdeutsche Lösung (حل ألمانيا الكبرى بها النمسا).
يتناقش المؤرخون حول هل كان أوتو فون بسمارك وزير-رئيس بروسيا يملك مخططا لتوسيع الاتحاد الألماني الشمالي لسنة 1866 لتشمل باقي الولايات الألمانية في دولة واحدة أم أنه سعى إلى توسيع نفوذ بروسيا فقط. استنتج المؤرخون أن عدة عوامل بالإضافة إلى قوة سياسة بسمارك الواقعية أدت إلى مجموعة من السياسات المبكرة للاعتراف بالعلاقات السياسية والاقتصادية والعسكرية والدبلوماسية في القرن التاسع عشر. شكل رد فعل الألمان تجاه الوحودية الدنماركية والقومية الفرنسية بؤرة للتعبير عن وحدتهم. وحققت المكاسب العسكرية (خاصة مكاسب بروسيا) في ثلاث حروب جهوية الحماسة والفخر اللذان سخرهما السياسيون لتعزيز الوحدة. استحضرت هذه التجربة ذكريات الإنجاز المتبادل في الحروب النابليونية خاصة في حرب التحرير في 1813-1814. وحـُلت مشكلة الازدواجية، على الأقل مؤقتا، بتوحيد ألمانيا سياسيا وإداريا بدون النمسا في 1871.

## أوروبا الوسطى الناطقة بالألمانية في أوائل القرن التاسع عشر

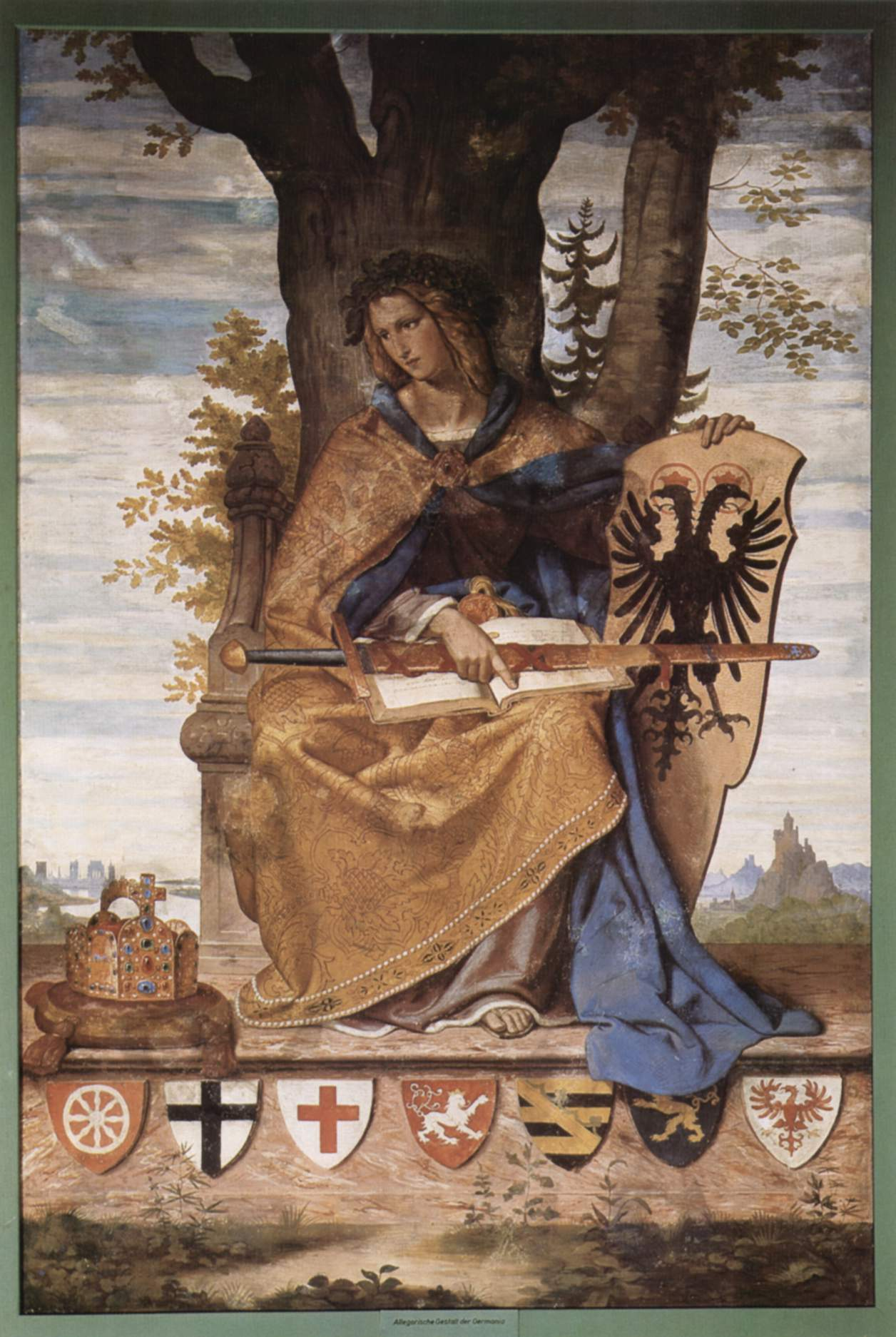
جرمانيا، تشخيص للأمة الألمانية، تظهر في لوحة فيليب فييت المسماة فريسكو (1834-1836). تمسك جرمانيا درعا به شعار الكونفدرالية الألمانية (أنظر اليه مكبرا في الصورة أسفله). تمثل الدروع في أسفل الصورة شعارات الأمراء الناخبين السبعة الأوائل في الإمبراطورية الرومانية المقدسة.

شعار نبالة الكونفدرالية الألمانية، المدعو أيضا دوتشر بوند

قبل 1806، تضمنت أوروبا الوسطى الناطقة بالألمانية أكثر من 300 كيان سياسي أغلبها كان جزءا من الإمبراطورية الرومانية المقدسة أو من توابع دولة الهابسبورغ التوسعية الملكية. تراوحت هذه الكيانات السياسية في الحجم من المتناهية الصغر إلى الصغيرة إلى المتوسطة إلى الكبيرة كمملكتي بروسيا وبافاريا. تنوعت أشكال الحكم في هذه الكيانات وتضمنت المدن الإمبراطورية المستقلة، والتي هي أيضا متنوعة في الحجم، كآوغسبورغ القوية وفيل دير سادت الصغيرة والأراضي الكنسية، والتي بدورها متنوعة النفوذ والحجم، كدير ريشينو الغنية وانتخابية كولونيا القوية والولايات السلالية كفورتمبيرغ. شكلت هذه الأراضي (أو أجزاء منها بالأحرى لأن ملكيات الهابسبورغ وبروسيا الهوهنتسولرن تضمنت مناطق خارج الإمبراطورية) مناطق نفوذ الإمبراطورية الرومانية المقدسة والتي احتوت في بعض الأوقات على أكثر من 1000 كيان. منذ القرن الخامس عشر، مع بعض الاستثناءات، اختار الأمراء الناخبون حكام الهابسبورغ المتلاحقين ليحملوا لقب الإمبراطور الروماني المقدس. وفرت آليات الإمبراطورية الرومانية المقدسة الإدارية والقانونية فرصة لحل النزاعات بين الفلاحين وملاك الأراضي والنزاعات بين وداخل السلطات القضائية المتغيرة عبر الولايات الناطقة بالألمانية. بالإضافة إلى ذلك راكم تنظيم الولايات في دوائر إمبراطورية (Reichskreise) الموارد وعزز المصالح الإقليمية والتنظيمية بما فيها التعاون الاقتصادي والحماية العسكرية.
نتج عن حرب الائتلاف الثاني (1799-1802) هزيمة قوات الإمبراطورية والائتلاف على يد نابليون بونابرت وإبرام معاهدتي ونفيل (1801) وأميان (1802) ونقل تعويض 1803 سيادة عدة مناطق من الإمبراطورية الرومانية المقدسة إلى ممالك سلالية وعلمن الولايات الكنسية واختفت أغلب المدن الإمبراطورية من الخريطة السياسية وغير سكان هذه المناطق الولاء إلى ملوك ودوقات جدد. عززت هذه التغيرات من نفوذ فورتمبيرغ وبادن. في 1806، بعد غزو ناجح لبروسيا وهزيمة مشتركة لبروسيا وروسيا في معركتي جينا-أويرستايد المتزامنتين، فرض نابوليون معاهدة بريسبورغ التي حل بموجبها الإمبراطور الإمبراطورية الرومانية المقدسة.

### بروز النزعة القومية الألمانية في إطار نظام نابليون
في عهد تفوق الإمبراطورية الفرنسية الأولى (1804-1814)، ازدهرت الحركة القومية الألمانية في الولايات الألمانية الجديدة. ظهرت مبررات مختلفة لتحديد ألمانيا كدولة واحدة ويرجع ذلك جزئيا إلى الخبرة المشتركة (وإن كانت تحت الهيمنة الفرنسية). تمثلت المبررات للفيلسوف الألماني جوهان جوتليب فيخته في أن

الحدود الأولى والأصلية والطبيعية الحقة للدول هي بدون شك الحدود الداخلية. إن الذين يتحدثون نفس اللغة مربوطون ببعضهم البعض من خلال عدة حبال غير مرئية بشكل طبيعي، وذلك منذ زمن بعيد قبل بداية الفن البشري؛ يفهمون بعضهم البعض ولهم القدرة المستمرة على جعل أنفسهم يتفاهمون أكثر فأكثر؛ ينتمون إلى كيان كامل ويشكلونه وذلك بطبعهم.

يمكن للغة المشتركة أن تشكل أساسا للأمة لكن كما لاحظ المؤرخون المعاصرون لألمانيا القرن التاسع عشر، استلزم أمر توحيد عدة مئات من الأنظمة السياسية الحاكمة أكثر من تشابه لغوي. ساهمت تجربة أوروبا الوسطى الناطقة بالألمانية خلال سنوات التفوق الفرنسي في خلق وعي مشترك لطرد الغزاة الفرنسيين واستعادة السيطرة على أراضيها. أثارت احتياجات حملة نابوليون على بولندا (1806-1807) وشبه جزيرة أيبيريا وألمانيا الغربية وغزوه الفاشل لروسيا في 1812 حفيظة الألمان، أمراء وفلاحين بينما خرب حصار نابوليون القاري اقتصاد أوروبا الوسطى. شمل غزو روسيا حوالي 125000 مقاتل من الأراضي الألمانية وشجعت خسارة هذا الجيش الألمان (شماليين وجنوبيين) للتفكير في أوروبا وسطى خالية من نفوذ نابوليون. ولعل خير مثال على ذلك إنشاء ميليشيا التلاميذ المسماة فيلق لوتزوفي الحر.

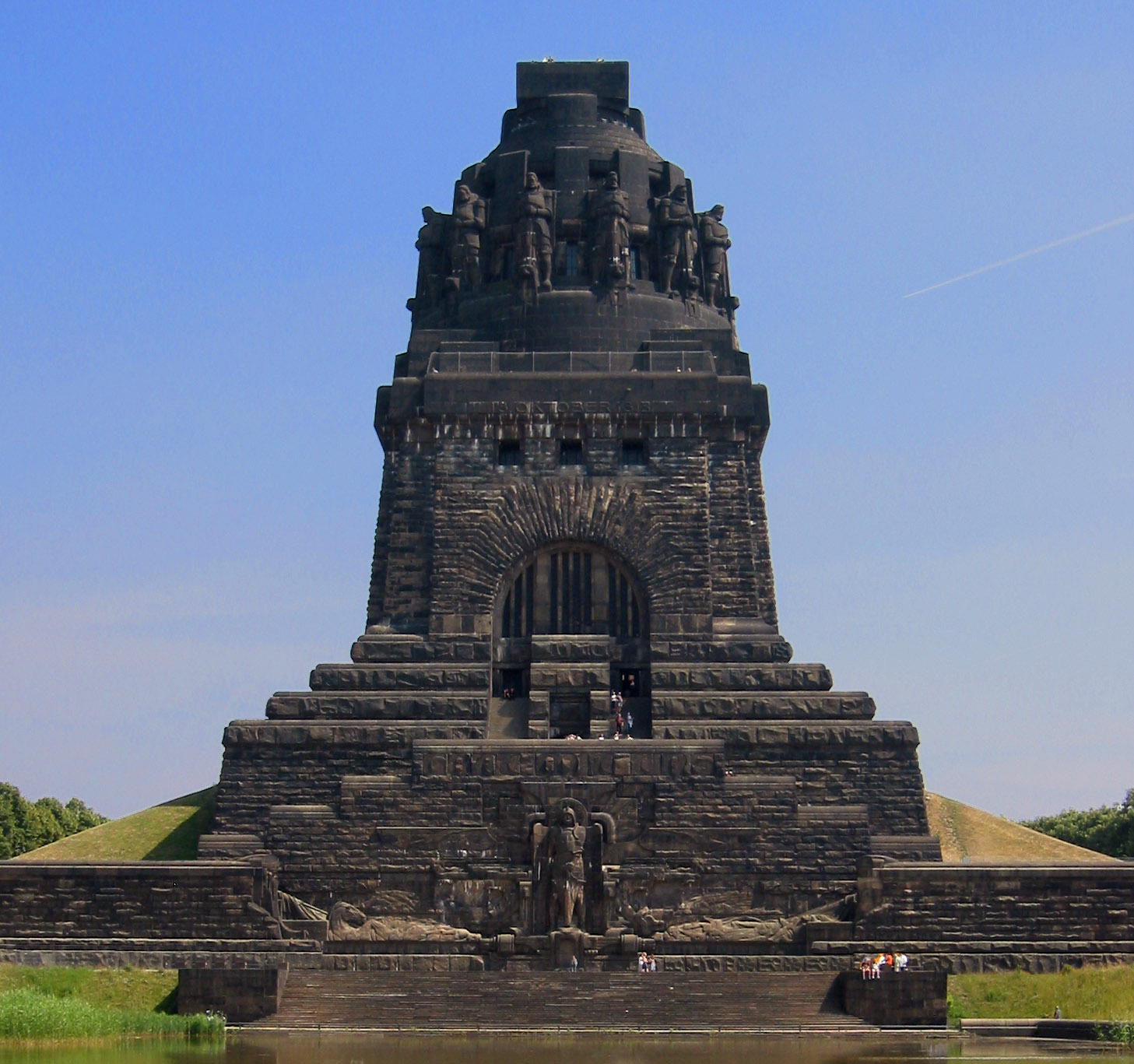
معلم معركة الأمم، الذي أقيم في 1913، يخلد جهود الألمان وتضحياتهم للفوز على نابوليون.

خفف التعثر في روسيا قبضة فرنسا على الأمراء الألمان. في 1813، شن نابوليون حملة على الولايات الألمانية ليعيدهم إلى طاعته؛ بلغت هذه الحرب التي سميت حرب التحرير لاحقا ذروتها في معركة لايبزيغ المعروفة أيضا باسم معركة الأمم. في أكتوبر 1813، قاتل أكثر من 500000 محارب بضرواة على مدى ثلاثة أيام ليجعلوا من هذه المعركة أكبر معركة برية أوروبية في القرن التاسع عشر. نتج عن هذا الصراع انتصار حاسم لائتلاف النمسا وروسيا وبروسيا والسويد وساكسونيا ودفع بالنفوذ الفرنسي شرق الراين. شجع هذا النجاح قوات الائتلاف لملاحقة نابوليون عبر الراين وقضوا على حكومته وجيشه وحبسوه في جزيرة إلبا. خلال فترة استعادة نابوليون لحكمه في 1815 والتي تعرف في التاريخ باسم المائة يوم انتصر الائتلاف السابع المشكل من جيش إنجليزي بالإضافة إلى قوات الائتلاف بقيادة دوق ويلنغتون وجيش بروسي بقيادة غبهارد فون بلوثر في معركة واترلو على جيش نابليون (18 يونيو 1815). ساعد الدور المحوري لقوات بلوثر على قلب مستوى القتال ضد الفرنسيين خاصة بعد انسحابها من أرض معركة ليني يوما قبل بدأ الأعمال القتالية. لاحق سلاح الفرسان البروسي الجيش الفرنسي المهزوم خلال مساء 18 يونيو ليختموا انتصار الائتلاف. وفر المنظور الألماني لدور قوات بلوثر في معركة واترلو والجهود المشتركة خلال معركة لايبزيغ حماسا وفخرا للشعوب الناطقة بالألمانية. ولعب هذا التأويل دورا أساسيا في تصديق الأسطورة البوروسية التي افتعلها المؤرخون البروسيون القوميون في القرن التاسع عشر.

### إعادة تنظيم أوروبا الوسطى وظهور الازدواجية الألمانية
بعد هزم نابوليون، أقام مؤتمر فيينا نظاما أوروبيا سياسيا-دبلوماسيا جديدا يرتكز على توازن القوى. أعاد هذا النظام تنظيم أوروبا ووزعها إلى بواثق نفوذ، والتي في بعض الحالات، قمعت تطلعات بعض القوميات بمن فيهم الألمان والإيطاليون.
تشكلت بروسيا المتوسعة وثمان وثلاثون ولاية أخرى من الأراضي المعوضة في 1803 وأصبحت تابعة لمنطقة نفوذ الإمبراطورية النمساوية. أسس المؤتمر اتحادا ألمانيا رخوا (1815-1866) تترأسه النمسا ويتكون من مجلس فدرالي (سمي بوندستاغ (بالألمانية: Bundestag) أو بوندسفيرزاملونغ (بالألمانية: Bundesversammlung) وكان مجلسا للقادة المعينين) مقره في مدينة فرانكفورت أم ماين. تقديرا للمكانة الإمبراطورية التي تبوأها من قبل الهابسبورغ، أصبح أباطرة النمسا الرؤساء الفخريين لهذا البرلمان. لم يأخذ في الحسبان بناء الهيمنة النمساوية دخول بروسيا في القرن الثامن عشر في السياسة الإمبراطورية. أصبحت قوة بروسيا جلية في حرب الخلافة النمساوية وحرب السنوات السبع دون نسيان المشاكل التي نجمت عن جهود جوزيف الثاني بعد 1760 لموازنة هيمنة بروسيا بهيمنة هابسبورغ متوسعة في حرب الخلافة البافارية. استمر جوزيف في البحث عن ريادة الهابسبورغ داخل الإمبراطورية الرومانية المقدسة وواجه فريدريك الثاني ذلك بإنشاء عصبة الأمراء (بالألمانية: Fürstenbund) في 1785. رسخت الازدواجية النمساوية-البروسية في السياسات الإمبراطورية القديمة. حتى بعد انتهاء الإمبراطورية، أثر هذا التنافس على نمو وتطور الصحوات الوطنية في القرن التاسع عشر.

### مشاكل إعادة التنظيم
على الرغم من التسمية بوندسفيرزاملونغ، لا يجب الاعتقاد أنه كان مجلسا شعبيا أي ينتخب من مجموعة ممثلين. لم تكن بعض الولايات تمتلك دساتيرا، مثل دوقية بادن، فاستنادا على متطلبات الاقتراع الصارمة اقتصر الاقتراع على جزء صغير من الساكنة الذكورية. علاوة على ذلك، لم يعكس هذا الحل غير العملي الوضع الجديد لبروسيا في الساحة السياسية. رغم الهزيمة القاسية للجيش البروسي في 1806 في معركتي جينا-أويرستايد، قدم البروسيون وخصوصا سلاح الفرسان أداء بطوليا في عودة إلى مستواهم المعهود في واترلو. وبناء على ذلك، توقع القادة البروسيون أن تلعب بلادهم دورا محوريا في السياسة الألمانية.

حدود الاتحاد الألماني. بروسيا بالأزرق والنمسا بالأصفر والباقي بالرمادي.

تحول تصاعد النزعة القومية الألمانية، محفزا بتجربة الألمان المشتركة في الفترة النابليونية ومرفقا منذ البداية بالليبرالية، إلى علاقات سياسية واجتماعية وثقافية بين الولايات الألمانية. وفي هذا السياق، يمكن استشعار جذور القومية في تجربة الألمان في الفترة النابليونية. ساهمت بورشنشافت ((بالألمانية: Burschenschaft) وهي تنظيمات طلابية يمينية متشبعة بأفكار ليبرالية وقومية) والمظاهرات الشعبية كالتي عقدت في قلعة وارتبرغ في أكتوبر 1817 في تنمية حس الوحدة بين الناطقين بالألمانية في أوروبا الوسطى. زيادة على ذلك، قطع السياسيون وعودا ضمنية وأخرى صريحة خلال حرب التحرير خلفت ترقبا لسيادة شعبية ومشاركة واسعة في إطار العملية السياسية؛ وعود غالبا ما تم الوفاء بها في وقت السلام. أقلق تحرك المنظمات الطلابية القادة المحافظين مثل الأمير كليمنس فون مترنيش وجعلهم يتخوفون من تصاعد الحس القومي ومن جهة أخرى دفع اغتيال المسرحي الألماني أوغوست فون كوتزيبو في مارس 1819 على يد طالب متطرف وحودي إلى إقرار مراسيم كارلسباد في 20 سبتمبر 1819 التي أعاقت القيادة الفكرية للحركة القومية. تمكن مترنيش من إقناع المحافظين على ضرورة تعزيز التشريعات لتقييد الصحافة والحد من تصاعد الحركات الليبرالية والقومية بعد الاغتيال. نتيجة لذلك، قضت هذه المراسيم على البورشنشافت وقلصت عدد الكتب القومية المنشورة ووسعت الرقابة على الصحافة والمراسلات الخاصة وحدت من الخطاب الأكاديمي عبر منع أساتذة الجامعات من الخوض في النقاشات القومية. ناقش يوهان جوزيف غورس المراسيم في كتيبه ألمانيا والثورة ((بالألمانية: Teutschland und die Revolution) وTeutschland هي الاسم القديم لألمانيا (بالألمانية: Deutschland)) (1820) الذي خلص فيه إلى أنه كان من المستحيل وغير المرغوب فيه قمع حرية الرأي العام من خلال تدابير رجعية.

## التعاون الاقتصادي: الاتحاد الجمركي
مثل الزولفيرين عاملا آخر لتوحيد الولايات الألمانية وساعد على خلق شعور كبير بالارتباط الاقتصادي. تشكل الزولفيرين في البدء كاتحاد جمركي بروسي في 1818 على يد وزير التمويل البروسي هانز كونت فون بولوف ثم ربط بين الممتلكات البروسية والهوهنتسولرنية وعلى مر أكثر من ثلاثين سنة انضمت ولايات ألمانية أخرى إلى الاتحاد. أزال الاتحاد الحواجز الحمائية بين الولايات الألمانية خصوصا بتحسين تنقل المواد الخام والسلع المصنوعة وجعل من مرور البضائع سهلا في الحدود ومن ثمن شراء ونقل وبيع المواد الخام أرخص. ظهرت نتائج الاتحاد الجمركي جلية في تطور المراكز الصناعية والتي أغلبها يقع في وديان الراينلاند والسار والرور.

### الطرق وخطوط السكك الحديدية

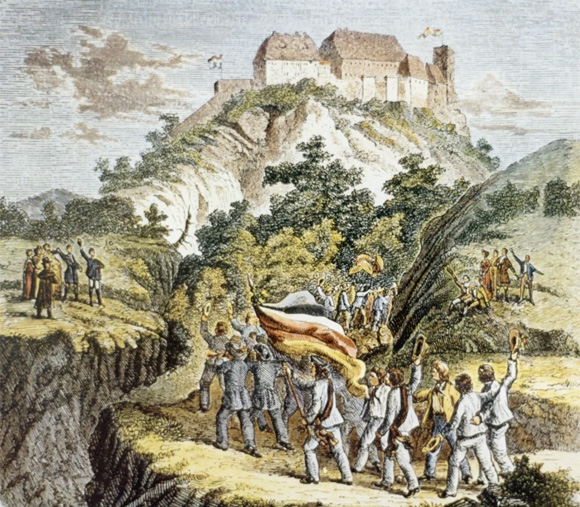
في أكتوبر 1817 تجمع حوالي 500 تلميذ واتجهوا نحو قصر وارتبرغ، حيث احتمى مارتن لوثر قبل ثلاثة قرون، ثم تظاهروا من أجل توحيد ألمانيا. اختاروا قصر وارتبرغ لدلالته الرمزية المرتبطة بالطابع الألماني واليوم توجد أخشاب ملونة قرب القصر تخلد ذكرى هذا الحدث.

في أوائل القرن التاسع عشر، تدهورت الطرق في ألمانيا بشكل مزري. اشتكى المسافرون أجانب ومحليين من حالة هيرستراسن (بالألمانية: Heerstraßen) وهي الطرق العسكرية التي أنشئت لأجل تنقل القوات. وبما أن الولايات الألمانية لم تعد مفترق طرق عسكرية، تحسنت حالة الطرق وازداد طول الطرق صلبة السطح في بروسيا من 3٬800 كلم (2٬361 ميل)
```
في 1816 و
16٬600
 
كلم (10٬315
 
ميل)

في 1852 خصوصا بعد اختراع 
الصرار
. في عام 1835، كتب 
هنريك فون غاغرن
 حول الطرق قائلا أنها «أوردة وشرايين الجسم السياسي...» وتوقع أنها سترفع من مستوى الحرية والاستقلالية والرخاء.
[
21
]
 بفعل تنقلهم، التقى الناس مع بعضهم على القطارات وفي الفنادق والمطاعم والبعض في المنتجعات العصرية مثل الذي في 
بادن-بادن
. تحسن أيضا النقل البحري. كانت الحواجز على الراين قد أزيلت بأمر من نابوليون وفي عشرينيات القرن التاسع عشر زودت قوارب الأنهار بالمحركات البخارية. وبحلول 1846، بلغ عدد السفن البخارية 180 على الأنهار الألمانية 
وبحيرة كونستانس
 وأنهار 
الدانوب
 
وفيزر
 
وإلبه
.
[
22
]
```

لم تكن لتتحقق هذه الإنجازات المهمة دون دور السكك الحديدية. لقب الاقتصادي الألماني فريدريك لست السكك الحديدية والاتحاد الجمركي بالتوأم السيامي مبينا علاقتهما المتبادلة. ولم يكن وحيدا في ذلك فقد كتب الشاعر أوغست هنريك هوفمان فون فالرسليبن قصيدة أشاد فيها بمزايا الزولفيرين وبدأها بقائمة سلع ساهمت في توحيد ألمانيا أكثر من السياسة أو الدبلوماسية. اعتبر مؤرخو الرايخ الثاني السكك الحديدية أول مؤشر على دولة موحدة ومنهم الروائي القومي فيلهلم رابي الذي كتب:«تأسست الإمبراطورية الألمانية عند بناء أول سكة حديد...». لم يتحمس الجميع لصالح بناء الوحش الحديدي فلم يرى ملك بروسيا فريدريك ويليام الثالث أي نفع من السفر من برلين إلى بوتسدام في وقت أقل أما مترنيش فقد رفض الركوب على قطار في حياته. وحذر آخرون من أن تكون السكك الحديدية «شرا» يفسد جمالية الطبيعة ومنهم نيكلوس لينو في قصيدته لسنة 1838 آن دين فخولينغ (وتعني إلى الربيع (بالألمانية: An den Frühling)) التي تحسر فيها على تدمير السكك الحديدية للغابات الألمانية الهادئة.
كانت سكة حديد لودفيغ البافارية أول خط شحن وخط ركاب في أراضي ألمانيا وتربط بين نورنبيرغ وفورث في 1835 وبلغت 6 كلم (4 ميل)
```
طولا وتعمل في النهار فقط لكنها كانت مربحة وشعبية. خلا ثلاث سنوات، تم بناء 141
 
كلم (88
 
ميل)
من السكك الحديدية وبحلول عام 
1840
 462
 
كلم (287
 
ميل)
وفي 
1860
 أصبحت 11٬157
 
كلم (6٬933
 
ميل)
```

. لم يكن هناك مركز للسكك الحديدية بحكم تعدد الولايات فتوسع السكك على شكل شبكات وربطت المدن والأسواق ضمن مناطق والمناطق ضمن مناطق أكبر. وبعد تطور شبكة السكك أصبح ثمن نقل السلع أرخص ففي 1840 بلغ نقل طن 18 بفينينغ لكل كيلومتر أما في 1870 بلغ الثمن خمس بفينينغ. كان تأثير السكك على الاقتصاد فوريا. فعلى سبيل المثال، أمكن نقل المواد الأولية صعودا وهبوطا في حوض الرور دون الحاجة إلى التفريغ وإعادة التحميل. شجعت السكك النشاط الاقتصادي عبر خلق الطلب على السلع وتسهيل التجارة. في 1850، كانت حمولة الشحن البحري الداخلي تعادل ثلاثة أضعاف حمولة الشحن في القطارات وبحلول علم 1870 انقلبت الكفة لتصبح حمولة الشحن في القطارات معادلة لأربعة أضعاف حمولة الشحن البحري الداخلي. بدلت السكك الحديدية شكل المدن وطريقة سفر الناس وبلغ تأثيرها جميع الطبقات الاجتماعية: من الأغنى إلى الأفقر. حتى لو أن بعض المناطق الحدودية والبعيدة عن وسط ألمانيا لم تربط بالسكك حتى 1890 كان أغلب الساكنة وأهم المراكز الصناعية والإنتاجية مربوطا بخطوط القطارات في 1865.

### الجغرافيا والقومية واللغة

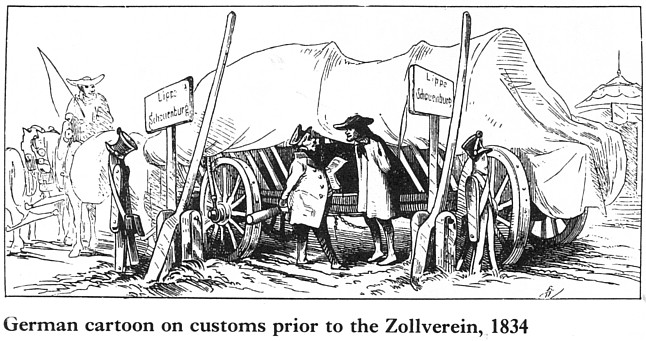
شكل هذا الرسم نظرة ساخرة على انتشار الحواجز بين الولايات الألمانية في حدود سنة 1834. كانت بعض الولايات جد صغيرة حتى أن الحمالين اضطروا إلى تفريغ وإعادة تحميل البضائع ثلاثة مرات في اليوم الواحد.

حينما أصبح السفر أسهل وأسرع وأقل كلفة، بدأ الألمان يرون عوامل أخرى تدعو إلى التوحيد غير اللغة. جمع الأخوان غريم، اللذان كانا السبب وراء صدور معجم غريم للغة الألمانية، العديد من القصص الشعبية الألمانية وأبرزا الاختلاف في الرواية بين مختلف المناطق. كتب كارل بايديكر كـُتب دليل لمختلف المدن والمناطق في أوروبا الوسطى مبينا أماكن للإقامة وأخرى للزيارة ومبرزا قصص قصيرة للقلاع وميادين المعارك والمباني المعروفة والناس المشهورين. تضمنت كتبه أيضا المسافات والطرق التي يجب تجنبها والأخرى التي يجب اتباعها.
عبرت كلمات أوغست هنريك هوفمان فون فالرسليبن عن وحدة الشعب الألماني لغويا كما جغرافيا. في ألمانيا ألمانيا فوق كل شيء (بالألمانية: Deutschland Deutschland über Alles) المدعو رسميا نشيد الألمان (بالألمانية: Das Lied der Deutschen)، دعا فالرسليبن حكام الولايات الألمانية إلى الإقرار بالخصائص الموحدة للشعب الألماني. كما ركزت أغاني قومية أخرى كأغنية المراقبة على الراين (بالألمانية: Die Wacht am Rhein) لماكس شنيكنبورغر على الفضاء الجغرافية عوض على اللغة الموحدة. كتب شنيكنبورغر المراقبة على الراين كردة فعل وطنية لمحاولات فرنسا جعل نهر الراين حدها الطبيعي الشرقي. في البيت الشعري وطن أسلافي العزيز، وطن أسلافي العزيز، اتخذ لك استراحة/ فهناك مراقبة على الراين وقصائد أخرى في الشعر القومي مثل أغنية الراين (بالألمانية: Das Rheinlied) لنيكلوس لينو دعا الشعراء الألمان إلى الدفاع عن وطنهم. في 1807، ادعى ألكسندر فون هومبولت أن الطابع الوطني يعكس التأثير الجغرافي الذي يربط الطبيعة بالناس. وبالتزامن مع هذه الأفكار، تطورت الحركات الداعية إلى المحافظة على القلاع القديمة والمواقع التاريخية وخصوصا في منطقة الراينلاند التي شهدت الكثير مع المواجهات مع فرنسا وإسبانيا.

## فورمارز وليبرالية القرن التاسع عشر
أصبحت فترة الدولة البوليسية في النمسا وبروسيا والرقابة الكبيرة قبل ثورات 1848 في ألمانيا تعرف لاحقا باسم فورمارز أو ما قبل مارس (بالألمانية: Vormärz) في إشارة إلى شهر مارس في سنة 1848. خلال هذه الفترة، تزايد نشاط الليبرالية الأوروبية وتضمنت أجندتها القضايا الاقتصادية والسياسية والاجتماعية. رأى معظم الليبراليين الأوروبيين في ما قبل مارس التوحيد بمبادئ وطنية وشجعوا على التحول إلى الرأسمالية وسعوا نحو تحقيق حق التصويت للذكور وقضايا أخرى. اعتمدت حسهم الراديكالي على تعريف حق الاقتراع: وحق الاقتراع للذكور كان تعريفهم.

### مهرجان هامباخ: القومية الليبرالية واستجابة المحافظين

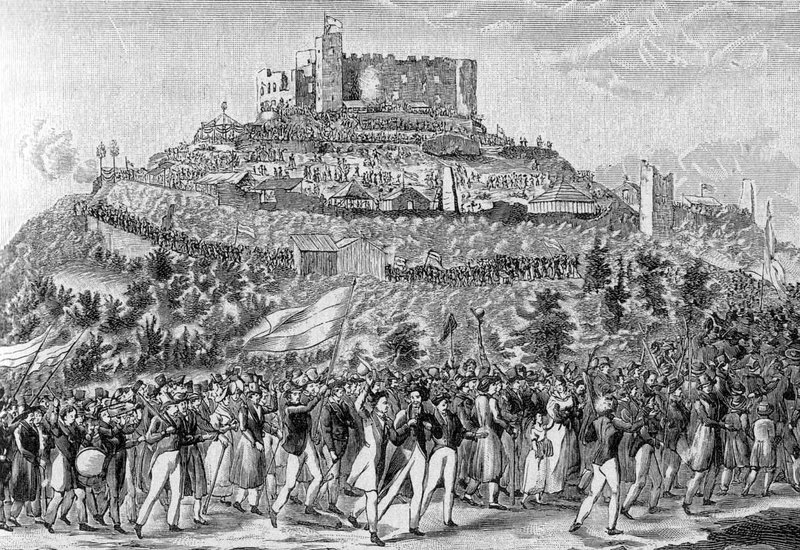
مسيرة المشاركين القوميين نحو أنقاض قلعة هامباخ في 1832. كان أغلبهم يتشكل من طلاب وبعض المهنيين وزوجاتهم وحملوا علم منظمة البورشنشافت السرية والذي أصبح فيما بعد أساس علم ألمانيا المعاصرة.

ارتبطت أفكار التوحيد بمبادئ السيادة الشعبية في الأراضي الناطقة بالألمانية رغم ردود فعل المحافظين الواضحة. ارتاد مهرجان هامباخ في مايو 1832 ما يزيد عن 30000 شخص. أصبح المهرجان فيما بعد معرضا للمقاطعة  حيث يتوافد المشاركون فيه للاحتفال بمبادئ الأخوة والحرية والوحدة الوطنية. يجتمع المشاركون في بلدة هامباخ ثم يسيرون نحو أنقاض قلعة هامباخ الواقعة أعلى البلدة في مقاطعة بالاتينات البافارية حاملين الأعلام وقارعين الطبول وهم يغنون. كان المشاركون يمشون من بداية النهار حتى منتصفه ليصلوا إلى الأنقاض حيث يستمعون إلى خطب القوميين من محافظين وراديكاليين. اقترحت الخطب في محتواها اختلافا أساسيا بين الحركة القومية الألمانية في ثلاثينيات القرن التاسع عشر والحركة القومية الفرنسية في ثورة يوليو: كان هم القوميين الألمان تعليم الشعب وحين سيتعلم الشعب ماذا يحتاج إليه أو ينقصه، سيحققه. شددت بلاغة وفصاحة خطباء همباخ على الطابع العام السلمي للحركة القومية الألمانية: الهدف لم يكن بناء حواجز، الشكل الفرنسي للقومية، بل مد جسور عاطفية بين المجموعات.

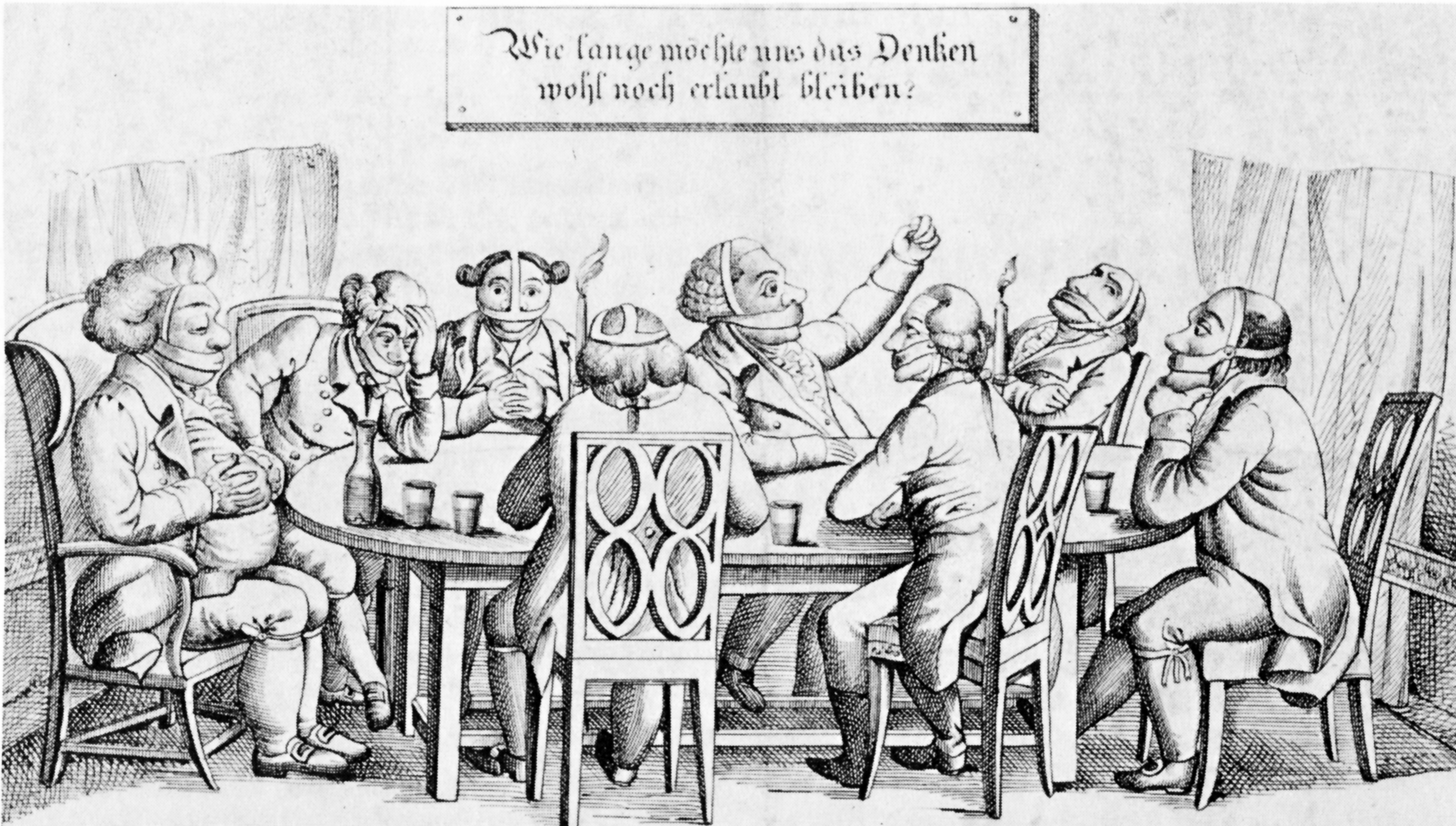
رسم كاريكاتوري ألماني يسخر من مراسيم كارلسباد التي ضيقت من حرية التعبير.

استخدم مترنيش، كما استخدم جريمة اغتيال كوتزيبو في 1819، المسيرات الشعبية في هامباخ ذريعة ليمرر سياسات اجتماعية محافظة. أكدت «المواد الستة» ل 28 يونيو 1832 أوليا مبدأ السلطة الملكية. في 5 يوليو صوت برلمان فرانكفورت على عشرة مواد إضافية أكدت القوانين القائمة حول الرقابة وقيدت المنظمات السياسية وحدت من أي نشاط شعبي آخر. زيادة على ذلك، وافقت الولايات الأعضاء على إرسال مساعدة عسكرية إلى أي حكومة من بينها مهددة باضطرابات. قاد الأمير فريد نصف الجيش البافاري نحو بالاتينات لقمع المقاطعة. اعتقل العديد من خطباء هامباخ التعساء وحوكموا وسجنوا وأرسل أحدهم، وهو كارل هينريخ بروغمان (1810-1887) طالب قانون وممثل لمنظمة بورشنشافت السرية، إلى بروسيا حيث حكم عليه أوليا بالإعدام ثم أعفي عنه.

### الليبرالية والاستجابة للمشاكل الاقتصادية
عقدت عدة عوامل أخرى من توسع الحركة القومية في الولايات الألمانية. تشكلت العوامل البشرية في التنافسات السياسية بين أعضاء الكونفدرالية الألمانية خاصة بين النمساويين والبروسيين والتنافس الاجتماعي الاقتصادي بين مصالح التجار وبين ملاك الأراضي القدامى والطبقة الأرسطقراطية. تضمنت العوامل الطبيعية الجفاف الواسع في ثلاثينيات وأربعينيات القرن التاسع عشر وأزمة الغذاء في الأربعينيات. ظهرت تعقيدات أخرى تمثلت في نتائج تناوب التصنيع والمكننة حيث بحث الناس عن فرصة عمل فغادروا بلداتهم وقراهم الصغيرة للعمل خلال الأسبوع في المدن ثم العودة في نهاية الأسبوع ليوم ونصف.
ساهم كل من التشويش الاقتصادي والاجتماعي والثقافي لعامة الشعب والصعوبات الاقتصادية التي يمر بها اقتصاد في تحول وضغط الكوارث الطبيعية في تصاعد المشاكل في أوروبا الوسطى. شجع فشل أغلب الحكومات المتتالية في التعامل مع أزمة الغذاء في أربعينيات القرن التاسع عشر الذي سببته لفحة البطاطس المتأخرة (متعلقة بالمجاعة الأيرلندية الكبرى) وتعدد المواسم سيئة الطقس، العديد في التفكير أن الأغنياء والسلطة لا تهتمان بمشاكله. أصبحت الطبقة الحاكمة تهتم أكثر بالاضطرابات المتصاعدة والهياج السياسي والاجتماعي في أوساط الطبقة العاملة وسخط النخبة المثقفة. لم يستطع ازدياد الرقابة والغرامات والحبس والنفي خفض الانتقادات. علاوة عن ذلك، أصبح واضحا أن كل من النمسا وبروسيا تودان قيادة وتزعم أي توحيد ألماني مرتقب وكل واحدة منهما تسعى لكبح مساعي الأخرى لتحقيق التوحيد.

## جهود التوحيد الأولى
افتقدت كل من مظاهرة وارتبرغ في 1817 ومهرجان هامباخ في 1832، للأسف، إلى أي برنامج واضح للتوحيد. في هامباخ، عرضت مواقف الخطباء المتعددين برامج متباينة. كان القاسم المشترك الوحيد بينهم هو فكرة التوحيد ولم تتضمن نواياهم خططا معينة حول كيفية تحقيق هذا التوحيد بل مجرد فكرة غامضة تتمثل في أنه إذا كان الفولك (تعني الشعب (بالألمانية: Volk)) متعلما بشكل جيد وواعيا فسيحقق لنفسه ولوحده التوحيد. ولا تعني خطب فضفاضة وأعلام وطلاب مندفعون ووجبات غذاء في نزهات جهازا سياسيا وإداريا وبيروقراطيا جديدا. وللإضافة فقط، لا تظهر الدساتير من عدم لذلك كثر في ذلك الوقت الحديث عن الدساتير. وبالفعل، فكر القوميون في حل لهذا المشكل في 1848.

### الثورات الألمانية عام 1848 وبرلمان فرانكفورت
هدفت ثورات 1848-1849 المتفرقة في ألمانيا تحقيق التوحيد ودستورا ألمانيا موحدا. ضغط الثوار على حكومات عدة ولايات، وخصوصا في الراينلاند، لتأسيس مجمع تمثيلي (أو برلمان) سيكون من اختصاصه سن دستور. أساسا، عقد الثوار اليساريون آمال حول إمكانية إقرار حق الاقتراع للذكور في الدستور واستحداث برلمان وطني وتحقيق ألمانيا موحدة وكان المرشح الأبرز لقيادتها هو ملك بروسيا وتتمثل الأسباب في ذلك في أن بروسيا كانت أكبر الولايات مساحة وأقواها. أما الثوار من يمين الوسط فسعوا نحو توسيع حق الاقتراع في ولاياتهم ومبدئيا تحقيق شكل رخو من التوحيد. نتج عن هذه الضغوطات عدة انتخابات، مبنية على أنماط مختلفة من شروط الاقتراع، مثل حق الاقتراع ثلاثي الدرجات البروسي والذي منح لبعض المجموعات الانتخابية والمتمثلة في الأثرياء وملاك الأراضي سلطة تمثيلية واسعة.

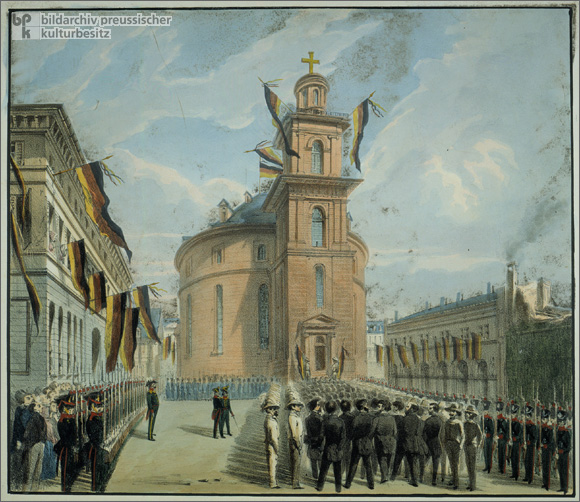
عملية اختيار نواب ما قبل البرلمان في كنيسة بول في فرانكفورت، وهم الذين وضعوا الأساس لانتخاب البرلمان الوطني.

في أبريل 1849، منح برلمان فرانكفورت لقب قيصر (أو إمبراطور (بالألمانية: Kaiser)) لملك بروسيا، فريدريك فيلهم الرابع. رفض الملك اللقب لعدة أسباب كان الرسمي منها أنه لن يقبل تاجا دون موافقة الولايات التي سيحكمها وعنى بذلك حكام تلك الولايات. أما السبب الخفي كان خوفه من معارضة أمراء الولايات الأخرى ومن تدخل عسكري روسي أو نمساوي كما أنه لم يرض بفكرة تقبل تاج سيمنحه له برلمان منتخب شعبيا وقال: لن أقبل تاجا من طين. رغم متطلبات وشروط حق الاقتراع ثلاثي الدرجات والتي فاقمت مشاكل السيادة والمشاركة السياسية والتي حاول الليبراليون التغلب عليها، فقد حقق برلمان فرانكفورت عدة مكاسب أهمها سن الدستور والتوصل إلى حل ألمانيا الصغرى (بالألمانية: kleindeutsch) للمسألة الألمانية. فشل البرلمان في تحقيق الهدف الأكبر وهو التوحيد لكن فشله كان جزئيا فقد عمل الليبراليون على عدة مواضيع دستورية وإصلاحات مشتركة بين الأمراء الألمان.

### 1848 وبرلمان فرانكفورت في استرجاع للأحداث
خلقت نجاحات وإخفاقات برلمان فرانكفورت نقاشات دامت لعقود بين مؤرخي الماضي الألماني وساهمت في تفسيرات جيوتاريخية لتشكل الأمة الألمانية. برزت مدرسة فكرية بعد 1918 واكتسبت زخما بعد الحرب العالمية الثانية زعمت أن إخفاق الليبراليين الألمان في برلمان فرانكفورت قاد إلى توافق الطبقة البرجوازية والمحافظين وخاصة ملاك الأراضي البروسيين (اليونكرز)، وبالتالي إلى الزوندرفيغ (المسار المميز) في القرن العشرين. نتج عن الجدل حول الفشل في تحقيق الوحدة في 1848 تأسيس الأمة الدولة في 1871 ومن تم تأجل تطوير القيم الوطنية الإيجابية. لذلك دائما ما حث هتلر الشعب الألماني على التضحية بالكل من أجل قضية أمتهم العظمى رغم أن نظامه لم يستحدث القومية الألمانية. استفاد هتلر إذا من القيمة الثقافية الجوهرية لهذه الأمة والتي لا تزال سائدة حتى يومنا هذا. بالإضافة إ لى ذلك، أكد «فشل» 1848 اشتياقا كامنا للبرجوازية في الطبقة الألمانية الوسطى مما حال دون تطوير هذه الأخيرة لبرنامج للتحديث واع بذاته .

## التوحيد السياسي والإداري

### الولايات المكونة للإمبراطورية
كانت الإمبراطورية، رغم اعتبارها فدرالية ملوك، فدرالية تجمع الولايات.

الولايات الأعضاء في الإمبراطورية الألمانية اللون القرنفلي باستثناء مملكة بروسيا التي تظهر باللون الأزرق.

| الولاية                                 | الولاية                                            | العاصمة     |
| --------------------------------------- | -------------------------------------------------- | ----------- |
| الممالك (Königreiche)                   |                                                    |             |
|                                         | بروسيا (Preußen)                                   | برلين       |
|                                         | بافاريا (Bayern)                                   | ميونخ       |
|                                         | ساكسونيا (Sachsen)                                 | درسدن       |
|                                         | فورتمبيرغ (Württemberg)                            | شتوتغارت    |
| دوقيات كبرى (Großherzogtümer)           |                                                    |             |
|                                         | بادن (Baden)                                       | كارلسروه    |
|                                         | هسن (Hessen)                                       | دارمشتات    |
|                                         | مكلنبورغ شفيرين (Mecklenburg-Schwerin)             | شفيرين      |
|                                         | مكلنبورغ شترايلتس (Mecklenburg-Strelitz)           | نويشتريليتز |
|                                         | أولدينبورغ (Oldenburg)                             | أولدنبورغ   |
|                                         | ساكسونيا فايمر أيزيناخ (Sachsen-Weimar-Eisenach)   | فايمار      |
| دوقيات (Herzogtümer)                    |                                                    |             |
|                                         | أنهالت (Anhalt)                                    | ديساو       |
|                                         | براونشفايغ (Braunschweig)                          | براونشفايغ  |
|                                         | ساكسونيا ألتنبورغ (Sachsen-Altenburg)              | آلتنبورغ    |
|                                         | ساكسونيا كوبورغ وغوتا (Sachsen-Coburg und Gotha)   | كوبورغ      |
|                                         | ساكسونيا مايننغن (Sachsen-Meiningen)               | ماينينغن    |
| إمارات (Fürstentümer)                   |                                                    |             |
|                                         | ليبه (Lippe)                                       | دتمولد      |
|                                         | رويس غيرا (Reuss-Gera)                             | غيرا        |
|                                         | رويس غرايتس (Reuss-Greiz)                          | غرايتس      |
|                                         | شاومبورغ ليبه (Schaumburg-Lippe)                   | بيوكهبورغ   |
|                                         | شفراتسبورغ-رودولشتات (Schwarzburg-Rudolstadt)      | رودولشتات   |
|                                         | شفارتسبورغ سوندرسهاوزن (Schwarzburg-Sondershausen) | زوندرسهاوزن |
|                                         | فالدك وبويرمونت (Waldeck und Pyrmont)              | باد آرولزن  |
| مدن هانزية وحرة (Freie und Hansestädte) |                                                    |             |
|                                         | بريمن (Bremen)                                     |             |
|                                         | هامبورغ (Hamburg)                                  |             |
|                                         | لوبك (Lübeck)                                      |             |
| أقاليم إمبراطورية (Reichsländer)        |                                                    |             |
|                                         | الألزاس واللورين (Elsass-Lothringen)               | ستراسبورغ   |